# Liste der Monuments historiques in Mauremont
Die Liste der Monuments historiques in Mauremont führt die Monuments historiques in der französischen Gemeinde Mauremont auf.

## Liste der Bauwerke
| Bezeichnung | Beschreibung                  | Standort | Kennzeichnung | Schutzstatus | Datum | Bild |
| ----------- | ----------------------------- | -------- | ------------- | ------------ | ----- | ---- |
| Schloss     | Erbaut ab dem 17. Jahrhundert | (Lage)   | PA00094670    | Inscrit      | 1989  |      |